# 皿うどん

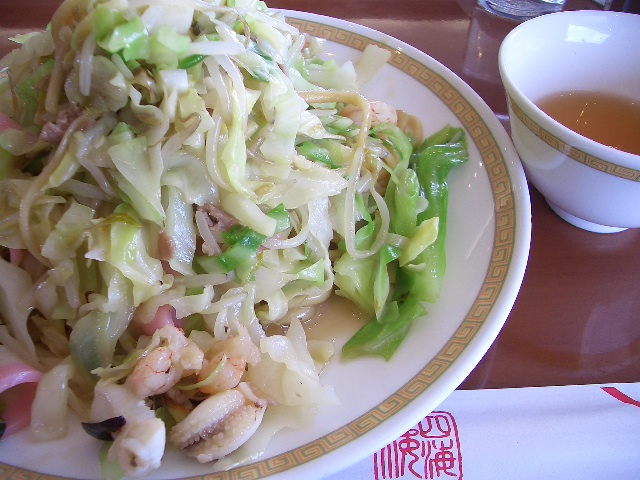
太麺の皿うどん

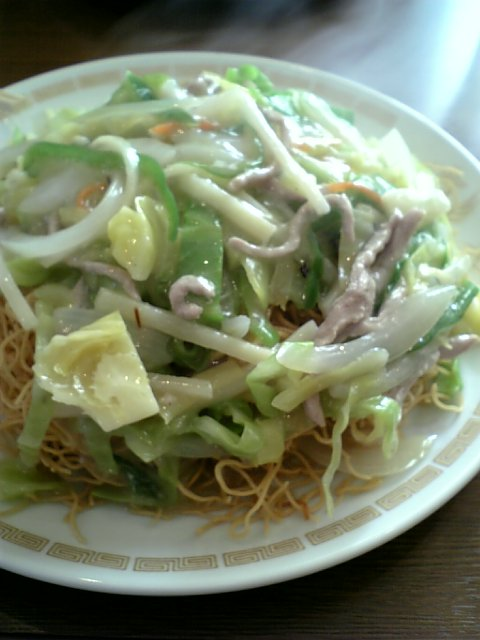
細麺の皿うどん

皿うどん（さらうどん）は、長崎の郷土料理。名称からはうどんの一種と思われやすいが、一般的に細麺を使うものは中華料理の「炸麺（かた焼きそば）」に近く、太麺を使う物は「炒麺」や焼きうどんに近い。

## 概要
長崎市の中華料理店四海樓の陳平順が、「炒肉絲麺」（チャニイシイメン、麺と細切り肉を炒めた焼きそば）をヒントに、ちゃんぽんを出前用にアレンジして配送時にこぼれないよう汁を少なくしたものである。なお当時から長崎ではちゃんぽんの出前が盛んで、蓋をつけた専用の丼も作られた。このような経緯から当初の麺や具材はちゃんぽんとほぼ同様であり、現在も「ちゃんぽん・皿うどん」のように一緒に紹介されることが多い。
また、誕生そのものを江戸時代末期に辿るなど諸説ある。
見た目が皿に盛った焼きうどんのようだった事などから「皿うどん」の名が付き、その後堅焼きそばが伝わって長崎で発展し、同じように皿うどんと呼ばれるようになったといわれている。
九州地方では全体的に人気が高く、2004年11月に九州の地方銀行系シンクタンク6社が共同で行なった郷土料理の調査では、料理の名前を知っているか、食べた経験があるか、食べたいかについて尋ね、回答者の90％以上がその3部門すべてで「ちゃんぽん・皿うどん」を肯定し、1位を獲得している。

## 長崎県における皿うどん

### 細麺と太麺

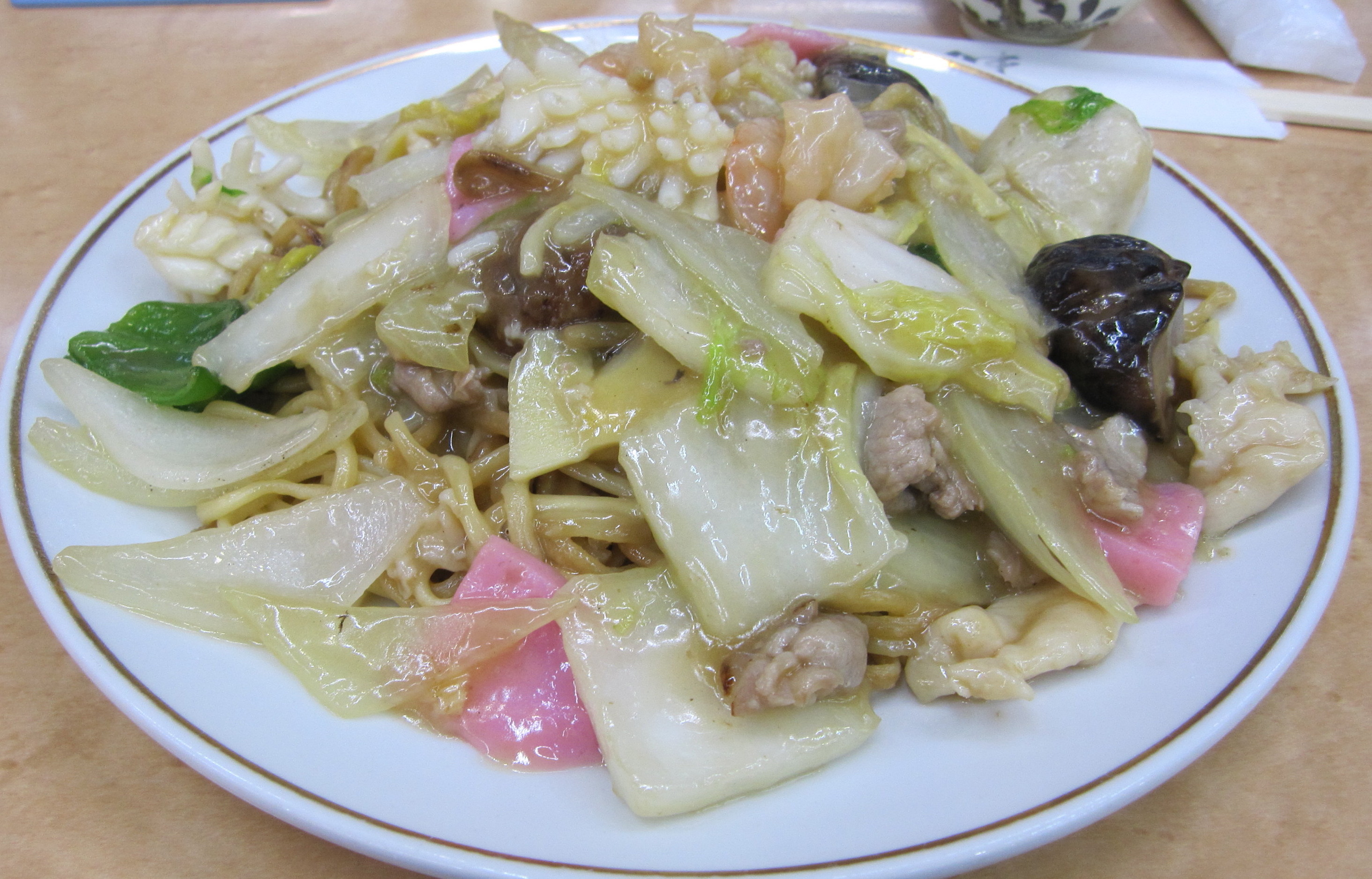
皿うどん（太麺、餡掛け）

長崎県で一般的に麺は細麺と太麺の2種類がある。細麺は事前に油で揚げることが多く、通称パリパリ、バリバリ、バリ麺という。太麺は中華麺（ちゃんぽんの麺）を蒸すかゆでて下ごしらえする。店によっては専用の太麺・中くらいの太さの麺を用いたりする。一般に、細麺は揚げてあんかけにし、太麺は焼きそばのように他の具材と一緒に炒めるか、鍋で焼いてから具を載せる。長崎市周辺では両方から選べる店が多いが、注文の際、指定しなければ細麺が出てくる店があることから、観光客や長崎以外の地域の人には細麺の方が一般的と思われ、太麺は地元以外ではあまり知られていない。
地元でも好みは太麺派と細麺派に分かれる。また、同じ長崎県内でも県南地域と県北地域では細麺と太麺の呼称に対する認識の違いがある。「皿うどん」としてオーダーした場合、長崎市周辺地域では細いパリパリ麺にて調理したものが出てくるが、佐世保市周辺地域では太いちゃんぽん麺を使用したものが出てくる。このように地元民でも皿うどんについては混乱する事が多く、注文する際は太麺もしくは細麺である事を確認した方が無難である。

### 食べ方
一人前から注文できるが、大人数分を一度に注文し、大皿から各自取り分けて頂くのが地元の食べ方。祝い事の時や、職場で残業時にこれを出前で取る、ということもある。
また、長崎ではウスターソースをかけて食べるのが一般的である。一般的な皿うどん、特に細麺は甘めの味付けになっている場合があり、ソースの酸味で味を引き締める効果があるとされる。チョーコー醤油では皿うどん向きに「金蝶ソース」が製造され、地元で愛用されている。テーブルに酢の常備が無くてウスターソースが当たり前のように常備されていることが多いが、店によっては特製の酢を用意している場合もある。また出前などは一般に、特製ソースを栄養ドリンクの遮光瓶に似た容器に詰めて料理に添え、配達する。

### 学校給食
長崎県では小学校の給食に皿うどんを出すことがある。このときの麺は細めんであるが、煮込まれているためパリパリ感はない。ただし近年は麺をあらかじめ調理する代わりに、インスタントラーメン状に袋詰された細麺タイプの麺と椀に盛った具入りの餡を配膳し、生徒がその場で麺を混ぜて食べる方式も見られる。好みによって麺を細かく砕いたりなどもする。なお、給食のメニューにちゃんぽんも出る。

## 関東地方、関西地方などにおける皿うどん
ちゃんぽん、皿うどんを主なメニューにする飲食店が少なからず存在する。食堂などの飲食店でメニューに上げている場合もある。これらの店では通常、揚げた細麺を餡掛けにした「皿うどん」しか提供されていない。皿の淵に和からしが添えられ、食卓に酢が用意されている。また、ラー油や酢醤油、小口ネギ、紅ショウガ等々を添えて出す場合もある。

## 博多皿うどん
福岡県福岡市周辺で皿うどんと言えば博多皿うどんを指しており、そのルーツは長崎皿うどんを基に作ったもので麺（太麺）も長崎から取り寄せた。昭和50年代頃（およそ1975年以降）から福岡でも長崎皿うどんの知名度が上がり良く食されるようになった。近年では混同を避けるため、区別して「長崎皿うどん」、「博多皿うどん」と呼ぶ事が多いが、福岡の中華料理店で単に皿うどんと注文すると博多皿うどんが出てくる事がある。
標準的な博多皿うどんはちゃんぽん程の太さの中華麺を豚骨ベースの中華風の具材とともに炒めてある。具はエビ・イカ・豚肉・鳴門カマボコ・キャベツ・ニンジン・タマネギ・キクラゲ・シイタケなど多彩である。味覚はちゃんぽんや博多ラーメンと近く、麺にスープの味がしみ込ませてある事が多い。博多皿うどんは昭和初期に、長崎出身の華僑である張加枝が創業した福岡市の中華料理店福新楼の２代目料理人、張兆順が開発したとされる。同店によると「正式名称は〈福建炒麺〉。日もちのしない生麺を煎める[なんて読むの？]と麺が熟成して味の深みが増し、海綿状になった麺はスープを吸い込んで濃厚な味を作り出す」とされている。

## 調理法
長崎の皿うどんの調理法は麺の種類に応じる。

### 太麺
1. #太麺は中華鍋で炒め、頃合いを見て麺を引き上げる。
2. 中華鍋に食用油を敷き、肉、野菜、魚介類等の具材を炒める。
3. 具材を炒めた中華鍋にちゃんぽんスープを少量注ぎ、先ほど炒めた麺を戻し入れ醤油で味を調える。
4. 強火でかき混ぜ、麺と具材をなじませ水分を飛ばしたら、皿に盛りつける[11]。

### 細麺
1. #細麺は油で揚げておく。長崎では油で揚げた麺も商店で販売している。
2. 鍋を熱して食用油を敷き、カキ、イカ、エビなどの魚介類や豚肉、かまぼこ・竹輪など海産加工品の具材を炒める。
3. キャベツ、もやしなどの野菜を加え、豚骨、鶏がらなどでとったスープを加えて煮る。
4. 水溶き片栗粉でとろみをつけて餡が完成。
5. 皿に揚げた麺を置き、餡をかける。

## 商品展開

### インスタント食品
揚げ麺と粉末スープの素をセットにした商品が数社から販売されている。また長崎市内などで具入りの餡をレトルトパックに詰めた市販品がある。

### 惣菜
ローソンはリンガーハットと共同でちゃんぽんと皿うどんを商品化し、九州・沖縄の約1,000店で2008年1月22日から2月1日まで期間・地域限定で販売した。

## 海外における類似の料理
油で揚げた麺類に具をかけた料理として、下記がある。
炸麺（ジャーミエン）
中国における餡掛けの堅焼きそばをジャーミエン（中国語: 炸麺）という。練りからしを付けて食べることはない。
サンハーミン、サンハーミー
サンハーミン（中国語: 生蝦麺・広東語）、サンハーミー（マレー語: Sang Har Mee）とも呼ぶ。マレーシアのクアラルンプールなどの広東料理店で供される。揚げた細麺か中太麺に淡水産のオニテナガエビ（生蝦）と、タマネギやニンジンなど炒め野菜の餡をかけた料理。
広東伊麺（カントン・イーミー）
マレーシアやシンガポールで供される広東伊麺（英: Cantonese Yee Mee）。太麺を揚げて保存性を持たせた「伊麺」（英: Yee Mee・伊府麺）を揚げ直し、豚肉、野菜などの餡をかけて食べる。食感は日本のかた焼きそばに似ている。
チョプシー
ネパールなど南アジアの中華系麺料理。チャプスイの変種。揚げた太麺に鶏肉、水牛肉、タマネギ、ピーマン、ニンジン、キャベツなどの野菜を炒めた具入りの餡をかけたもの。

## エピソード
2021年3月11日、埼玉県朝霞市の小学校で、給食の皿うどんの麺を食べた児童と教諭合わせて7人が歯が欠けるなどの被害が出た。栄養士が作る「調理指示書」では「中華麺を2〜3分揚げる」とされていた調理過程において、当時の調理業者のスタッフが「揚げ不足」と判断し10分ほど揚げてしまったため、麺が固くなったことが原因だとしている。。

## 関連文献
- 山本健吉「太ッとかと皿うどん」『あまカラ』第74号、p.34-36、甘辛社、1957年月10月。画像番号0016.jp2。デジタル国立国会図書館内/図書館送信。
- 戸塚文子「ちゃんぽん･皿うどん」『あまカラ』第161号、p.63-65、甘辛社、1965年1月。画像番号0032.jp2。デジタル国立国会図書館内/図書館送信。
- 「山溪クッキング・カード (18) 皿うどん」『山と渓谷』第403号、p.168-171、山と渓谷社、1972年4月。画像番号0088.jp2。デジタル国立国会図書館限定。
- 「｢4｣ごちそう皿うどんとちゃんぽん――有田焼窯元･辻家の名物おもてなし」『婦人倶楽部』第60巻第2号、p.33-35、講談社、1979年2月、画像番号0029.jp2。デジタル国立国会図書館限定。
- 花畑弘一「皿うどん 中味はシンプル サラウンド」『初歩のラジオ』第41巻第4号、p.42-47、誠文堂新光社、1986年4月、画像番号0021.jp2、デジタル国立国会図書館限定。
- 「皿うどん」『暮しの手帖』〈第3世紀〉第18号、p.102-106、『暮しの手帖社』、1989年2月、画像番号0053.jp2、デジタル国立国会図書館限定。
- 小池三恵子「COOKING EYE 長崎名物 ちゃんぽんと皿うどん」『Nurse eye = ナースアイ』第22号、p.70-71、桐書房、1990年8月、画像番号0037.jp2、デジタル国立国会図書館限定。
- 「長崎風皿うどん」『消費と生活 : consumer magazine』第187号、p.106-107、消費と生活社、1992年9月、画像番号0054.jp2、デジタル国立国会図書館内/図書館送信。